# Holon (plaats)
Holon (Hebreeuws חולון spreek uit Cho-lon) is een stad in Israël op de centrale kustvlakte, pal ten zuiden van Tel Aviv.

## Geografie
Het is een gedeelte van de metropolis van Tel Aviv (meer bekend als Goesj Dan) en ligt in het district Tel Aviv. De stad telt 197,957 inwoners (in 2022). Holon heeft het op-een-na-grootste industriegebied in Israël, na Haifa.

### Samaritanen
In de stad woont een Samaritaanse gemeenschap van ongeveer 350 personen, een van de twee nog bestaande Samaritaanse gemeenschappen. De andere is in Kiryat Luza op de berg Gerizim.

## Sport
Holon gaat prat op een basketbalclub in de Israëlische Eredivisie, Hapoël Holon. Holons vooraanstaande voetbalclub, Zafririm Holon, is vaker in de eerste divisie dan in de eredivisie te vinden, of zelfs lager. Het bekendst werd echter het vrouwenbasketbalteam, een meervoudig kampioen van Israël.

## Cultuur
Vele bekende Israëlische musici zijn in Holon geboren. De stad heeft ook jaarlijks een zangfestival, genaamd Jamé Hazemer (dagen van zang). De beroemde Israëlische pianist en dirigent Daniel Barenboim houdt er jaarlijks een zomerkamp voor jonge musici. Voorts huist de stad het Israëlisch kindermuseum.

## Geboren
- Dana International (1972), zangeres
- David D'Or (1966), zanger
- Omer Golan (1982), voetballer
- Lior Narkis (1976), zanger
- Ben Sahar (1989), voetballer

## Zustersteden

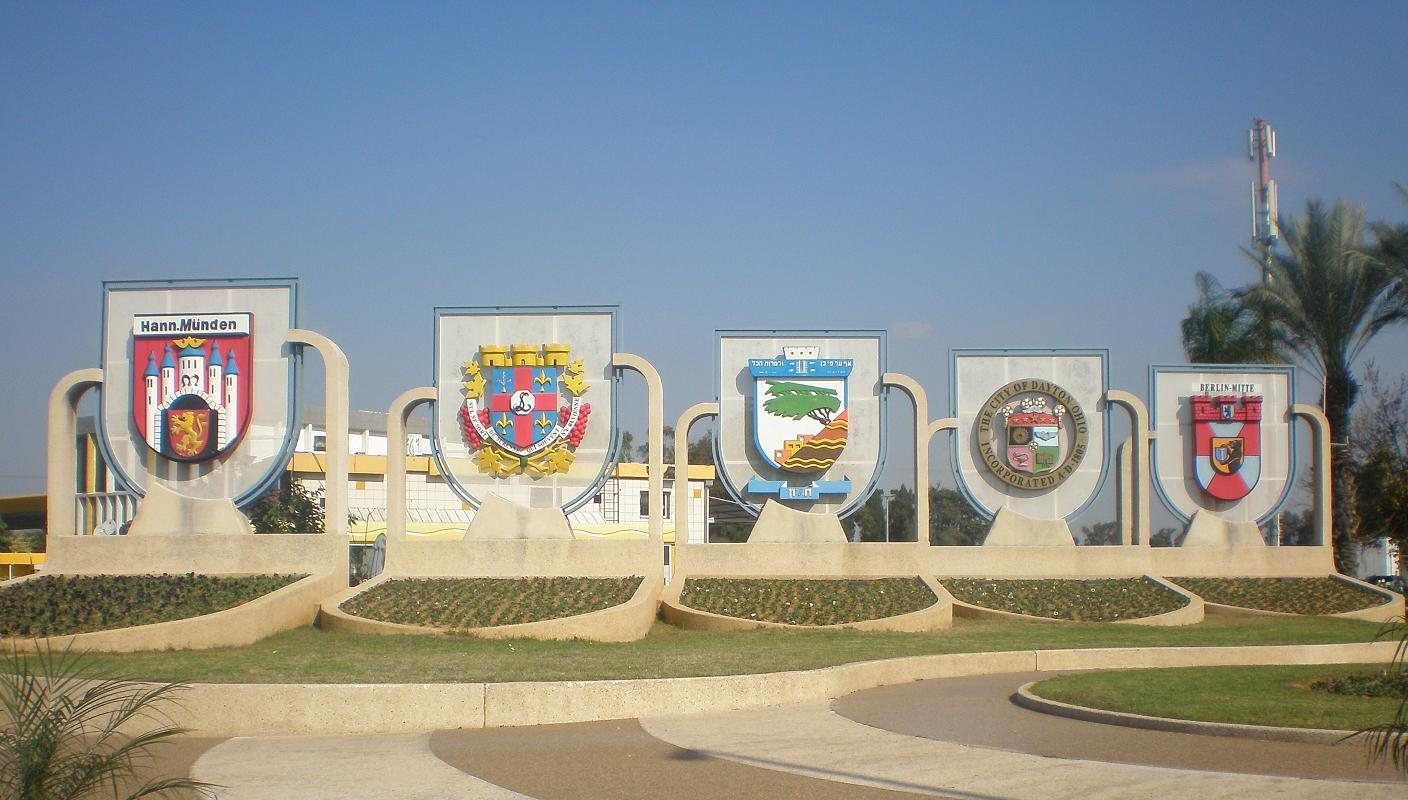
De symbolen van Holon en enkele zustersteden in een park in Holon

- Dayton, Ohio
- Cleveland, Ohio
- Suresnes, Frankrijk
- Berlin-Mitte, Duitsland
- Hann-Münden, Duitsland
- Andung, Zuid-Korea